# Меладзе, Александр Эрастович
Александр Эрастович Меладзе — советский хозяйственный, государственный и политический деятель.

## Биография
Александр Меладзе родился в 1907 году в в селе Матходжи около города Хони. Член ВКП(б) с 1939 года.
С 1930 года — на хозяйственной, общественной и политической работе. В 1930—1965 гг. — инженер, главный инженер, начальник цеха, директор Батумского цинкового завода, директор Кировского, Калининского заводов, завода имени 26 Бакинских комиссаров города Тбилиси, министр местной промышленности Грузинской ССР, председатель Тбилисского горисполкома, министр местной промышленности Грузинской ССР.
Избирался депутатом Верховного Совета СССР 5-го и 6-го созывов.
Умер в Тбилиси в 1969 году.